# Santa Maria di Leuca
Santa Maria di Leuca is een plaats (frazione) in de Italiaanse gemeente Castrignano del Capo. Leuca is gelegen in het uiterste puntje van het Italiaanse vasteland, en is bekend vanwege de iconische 47 meter hoge vuurtoren die tot 102 meter boven de zeespiegel oprijst.

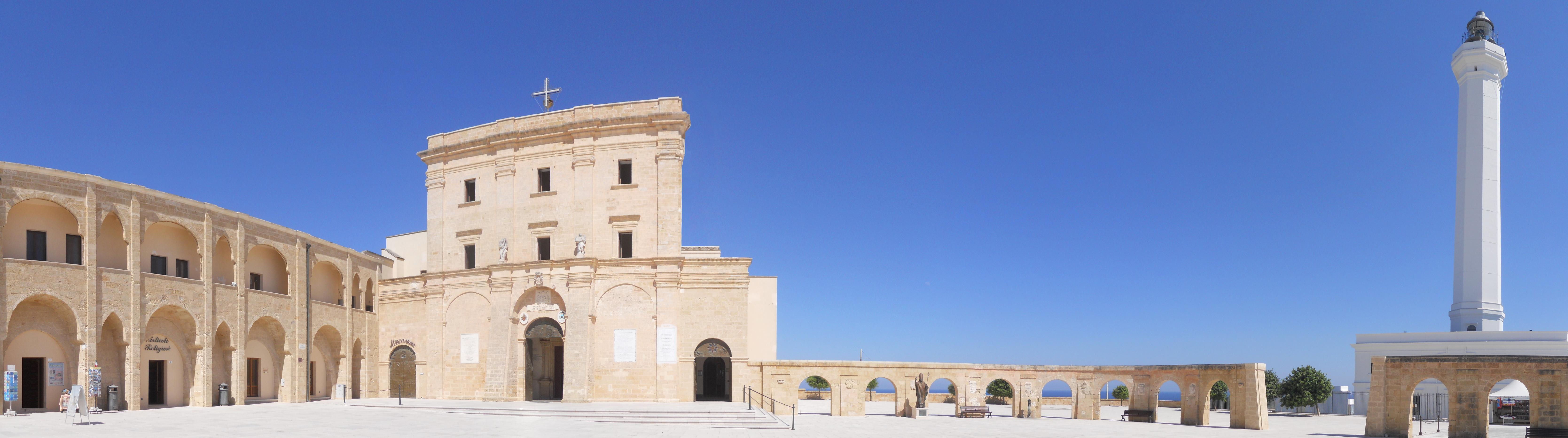
Het heiligdom en de vuurtoren